# 哈利邁勒 (夏威夷州)
哈利邁納（英語：Haliimaile）是位於美國夏威夷州茂宜縣的一個人口普查指定地區。

## 地理
哈利邁納的座標為20°52′31″N 156°20′32″W / 20.87528°N 156.34222°W，而該地最高點為海拔高度305米（即1001英尺）。

## 人口
根據2010年美國人口普查的數據，哈利邁納的面積為9.00平方千米，當中陸地面積為8.93平方千米，而水域面積為0.07平方千米。當地共有人口964人，而人口密度為每平方千米107.11人。